# Lawson Insley

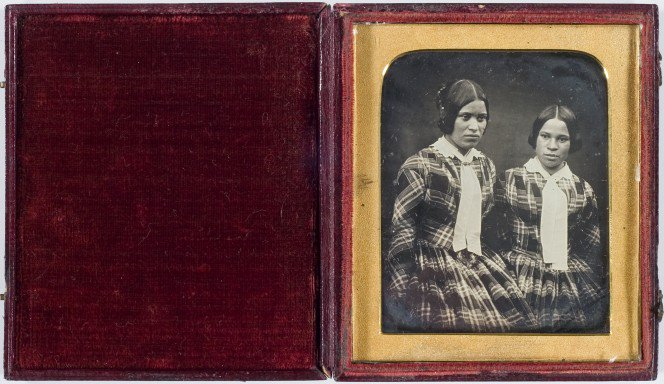
Caroline a Sarah Barrettovy, dcery obchodníka Dickyho Barretta a jeho manželky Wakaiwy Rawinie, jeden z prvních portrétu Maorů, 1853

Lawson Insley byl daguerrotypista, který v 19. století působil v Austrálii a na Novém Zélandu. Jeho doménou byla portrétní fotografie, zachytil nejstarší známý portrét Maorů.

## Životopis
Insley přišel do Sydney v roce 1850. V září téhož roku založil daguerrotypické studio na George Street. V průběhu padesátých let cestoval Insley mezi Austrálií a Novým Zélandem, zakládal fotografická studia a nabízel své služby v portrétní fotografii.
Jeho nejvýznamnějším portrétem byl portrét Caroline a Sarah Barrettové, dcer obchodníka Dickyho Barretta a jeho manželky Wakaiwy Rawinie. Byl pořízen v New Plymouthu v roce 1853.